# Scutisotoma armeriae
Scutisotoma armeriae är en urinsektsart som först beskrevs av Arne Fjellberg 1976.  Scutisotoma armeriae ingår i släktet Scutisotoma, och familjen Isotomidae. Arten är reproducerande i Sverige.